# Andrzej Salwicki
Andrzej Józef Salwicki (ur. 28 kwietnia 1938 w Stanisławowie) – profesor informatyki, wraz z Heleną Rasiową założył czasopismo „Fundamenta Informaticae”. Pracował nad logiką algorytmiczną oraz językiem programowania Loglan.

## Życiorys
W 1960 ukończył studia na Wydziale Matematyki i Fizyki Uniwersytetu Warszawskiego, w 1969 uzyskał stopień doktora, w 1974 stopień doktora habilitowanego. W latach 1959–1964 był pracownikiem naukowym Instytutu Maszyn Matematycznych PAN, w latach 1964–1992 i 2000–2006 pracownikiem naukowo-dydaktycznym Instytutu Informatyki Uniwersytetu Warszawskiego.  W latach 1990–1998 pracował jako profesor Université de Pau, a od 2007 profesor w Instytucie Łączności w Warszawie. W 1968 zainicjował program badawczy logika algorytmiczna (osiem lat wcześniej przed logiką dynamiczną w MIT, USA); jest również inicjatorem programu badawczego Loglan – język programowania obiektowego (1977 rok – kilkanaście lat wcześniej niż język Java). Jest autorem kilku książek i wielu artykułów naukowych; wypromował 17 doktorów (większość z nich została później profesorami na uczelniach w Polsce, USA, Kanadzie, Meksyku i Niemczech).
Były dyrektor Instytutu Informatyki Politechniki Białostockiej. Do 2010 pełnił rolę kierownika Katedry Informatyki i Ekonometrii Uniwersytetu Kardynała Stefana Wyszyńskiego w Warszawie. Główne zainteresowania naukowe to: logika algorytmiczna i jej zastosowania w inżynierii oprogramowania, programowanie obiektowe i rozproszone. Mąż Grażyny Mirkowskiej-Salwickiej.

## Wybrane publikacje
- Grażyna Mirkowska, Andrzej Salwicki: Algorithmic Logic. Warszawa: PWN, 1987, s. 345.
- Grażyna Mirkowska, Andrzej Salwicki: Logika Algorytmiczna dla Programistów cz. 1. Warszawa: WNT, 1992, s. 294.
- Grażyna Mirkowska, Andrzej Salwicki: Logika Algorytmiczna dla Programistów cz. 2. Warszawa: WNT, 1992, s. 294.
- Lech Banachowski, Antoni Kreczmar, Grażyna Mirkowska, Helena Rasiowa, Andrzej Salwicki: An introduction to Algorithmic Logic – Metamathematical Investigations of Theory of Programs. T. 2: Banach Center Publications. Warszawa: PWN, 1977, s. 7–99, seria: Banach Center Publications.